# Australian Institute of Sport
L'Australian Institute of Sport (conosciuta anche come AIS) è un college australiano, che si trova a Bruce, a nord della capitale australiana Canberra. Costituisce un centro sportivo di alta formazione per atleti di varie discipline ed è gestito dall'Australian Sports Commission, ente pubblico emanazione del governo di Canberra.
L'idea di costituire un istituto di diritto pubblico per la formazione sportiva fu lanciata nel 1976 dopo le Olimpiadi di Montreal, in cui il team australiano non aveva ottenuto alcuna medaglia d'oro. Negli anni diverse succursali sono state aperte in altre città australiane e anche all'estero, come l'AIS European Training Centre a Gavirate (VA).